# Lucjan Rydel (poeta)

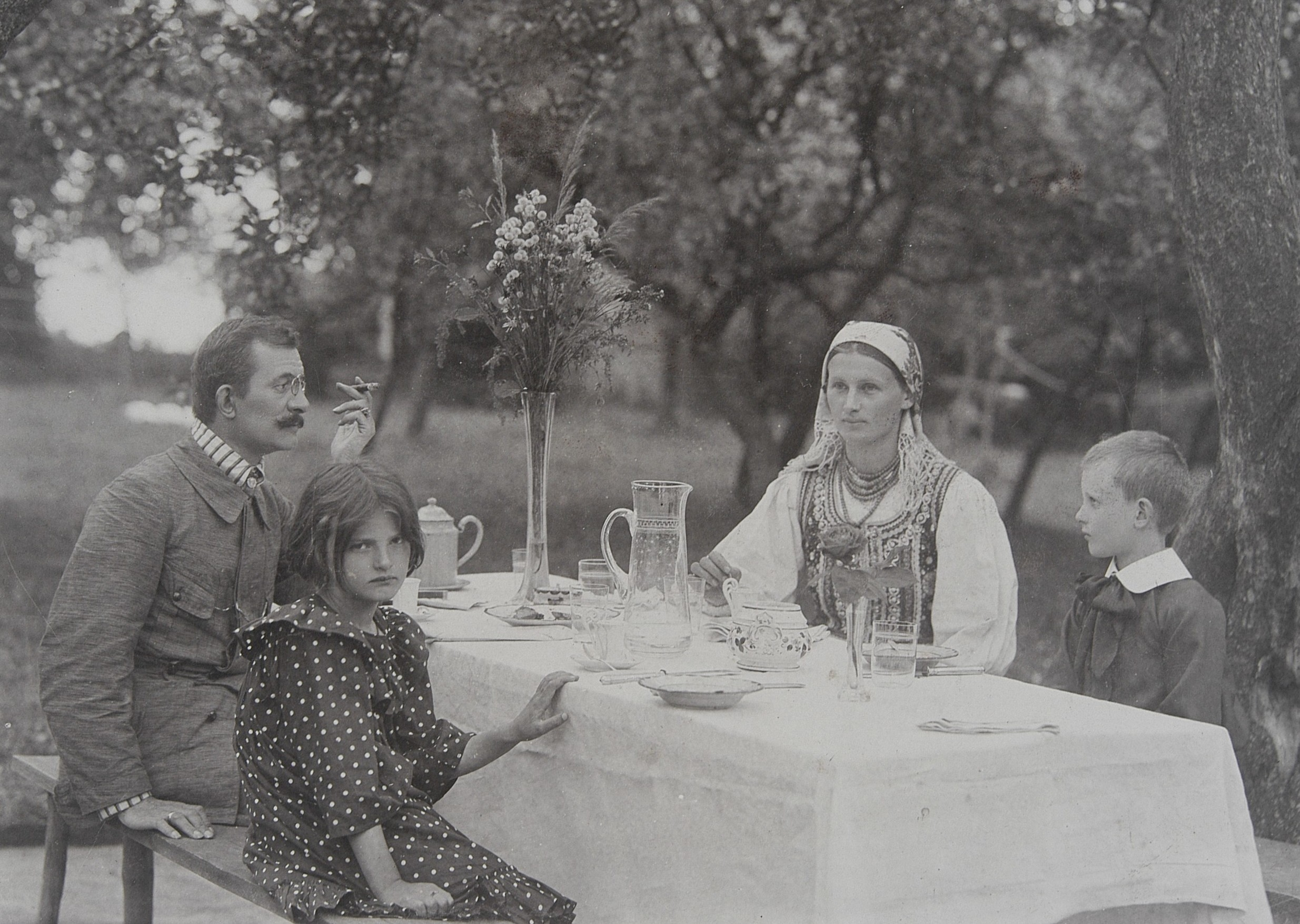
Lucjan Rydel z rodziną (fot. z ok. 1910)

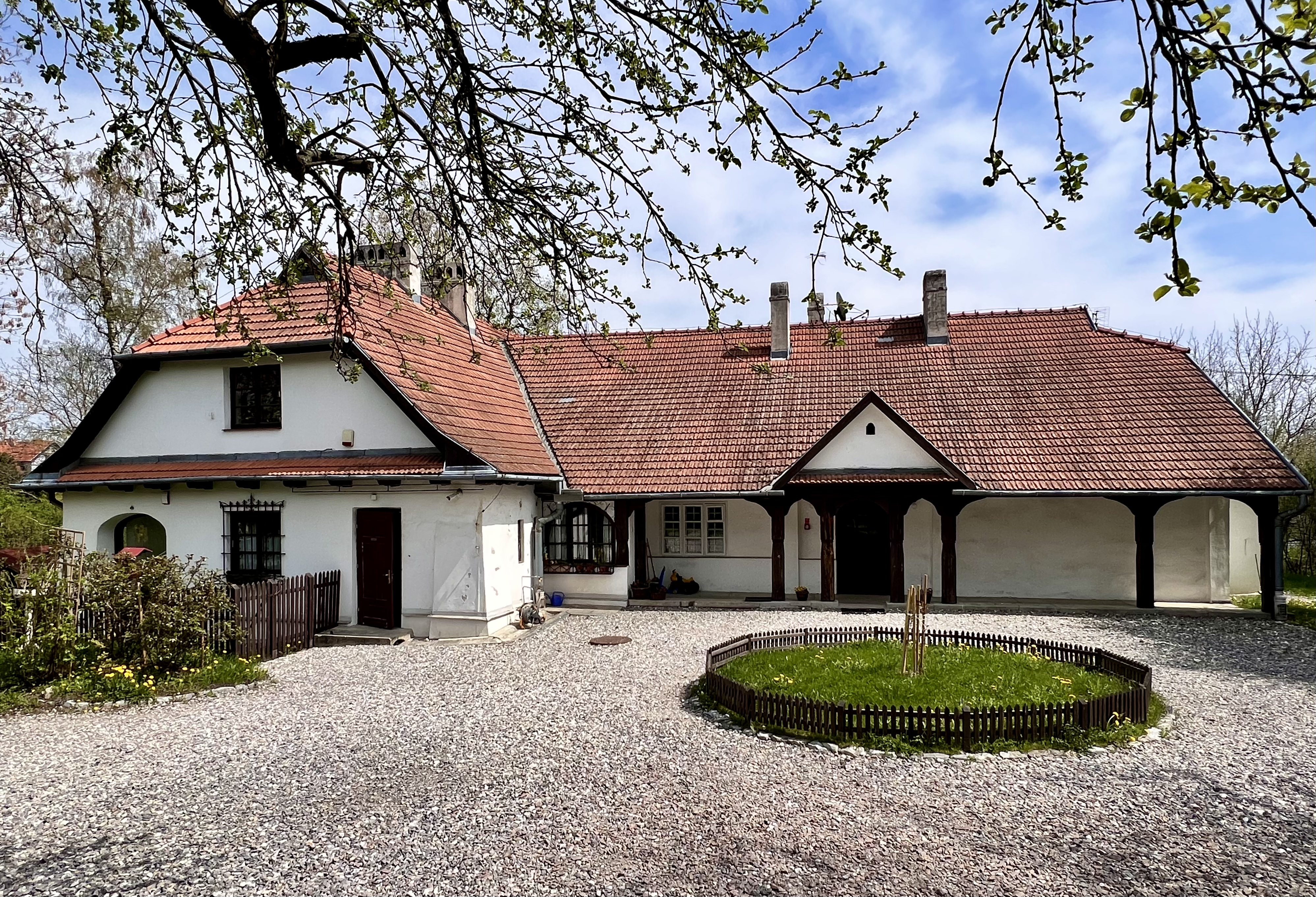
Dworek Rydlówka

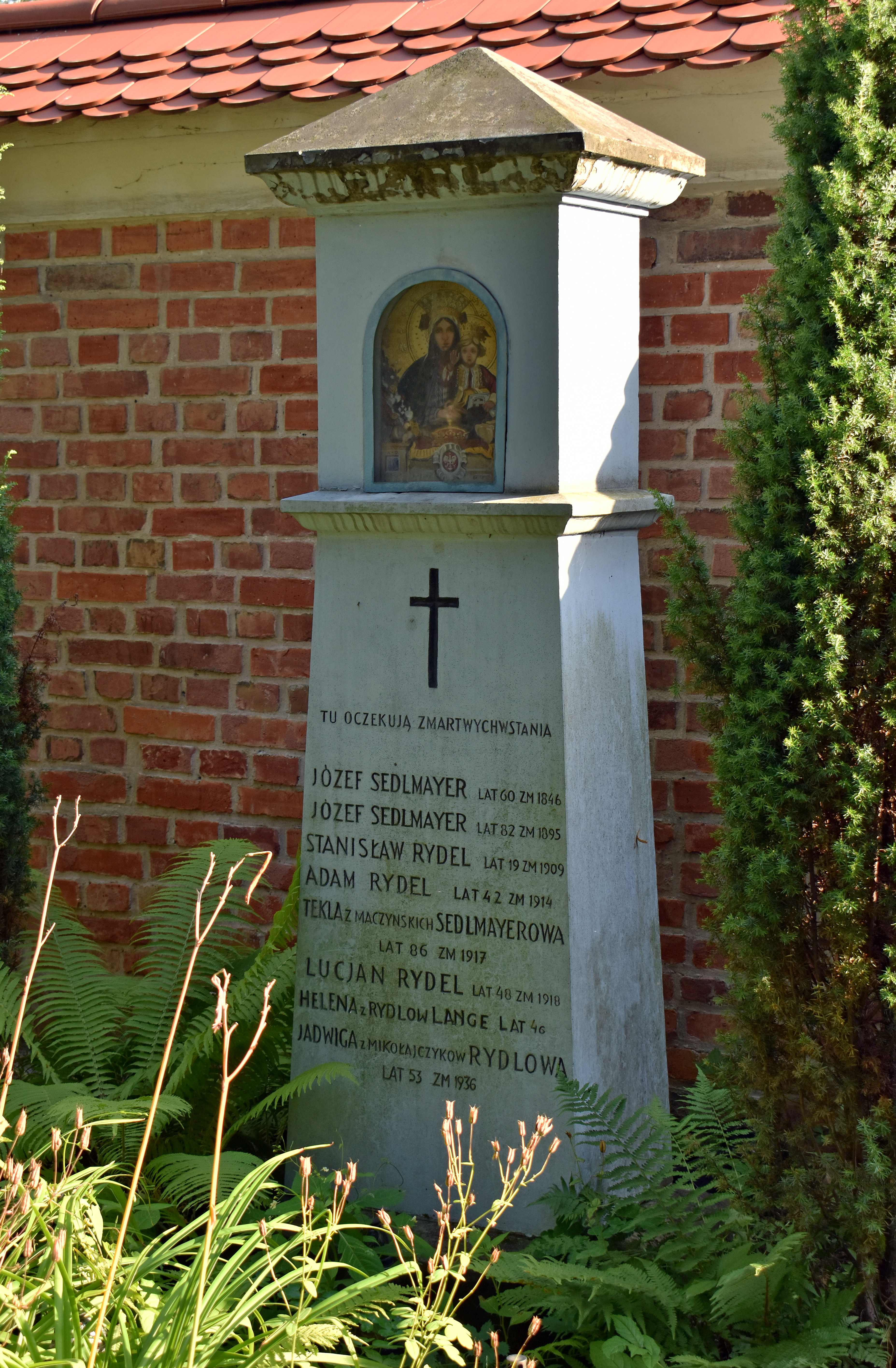
Grób Lucjana Rydla oraz jego żony na cmentarzu Rakowickim

Lucjan Antoni Feliks Rydel (ur. 17 maja 1870 w Krakowie, zm. 8 kwietnia 1918 w Bronowicach Małych) – poeta, prozaik i dramatopisarz okresu Młodej Polski.

## Życiorys
Był synem Lucjana (okulisty, profesora i rektora Uniwersytetu Jagiellońskiego) i Heleny z Kremerów oraz wnukiem Józefa Kremera. W 1888 zdał egzamin dojrzałości w C.K. Gimnazjum św. Jacka w Krakowie. W latach 1888–1894 studiował na Wydziale Prawa UJ – studia te podjął na stanowcze życzenie ojca. Po uzyskaniu stopnia doktora poświęcił się twórczości literackiej i zagadnieniom z dziedziny historii i historii sztuki. Jesienią 1895 zamieszkał w Warszawie. Publikował felietony i artykuły z historii sztuki oraz krytyki literackie na łamach gazet warszawskich i krakowskich, między innymi w Gazecie Polskiej. W 1896 uzyskał stypendium przyznane przez Akademię Umiejętności, dzięki któremu wyjechał do Paryża. Uczęszczał na wykłady w Collège de France, Sorbonie i École des Beaux-Arts. Pracował w Bibliotece Polskiej.
Po powrocie zamieszkał w Krakowie. Ślub Lucjana Rydla z Jadwigą Mikołajczykówną (1883–1936), córką gospodarza z Bronowic, który odbył się 20 listopada 1900, stał się tematem Wesela, słynnego dramatu autorstwa Stanisława Wyspiańskiego – jednego z zaproszonych gości. Ślub był przedmiotem kontrowersji. W 1901 zamieszkali z żoną w dworku w podkrakowskiej wsi Tonie (obecnie dwór przy ul. Kaczorówka 10). Mieszkając tam, zakładał czytelnie, prowadził wykłady i organizował przedstawienia ludowe. Przyczynił się do odkrycia i rozwinięcia talentu Antoniego Kucharczyka, wiejskiego poety samouka. W 1907 podróżował po Grecji. Wykłady o sztuce i kulturze greckiej, które prowadził później niemal do końca życia w ASP w Krakowie, przyciągały licznych słuchaczy.
W 1908 zakupił od Włodzimierza Tetmajera dworek w Bronowicach Małych i poddał przebudowie, która trwała cztery lata. Zamieszkał w nim razem z rodziną w 1912. W 1908 został odznaczony Krzyżem Kawalerskim Orderu Franciszka Józefa.
Po wybuchu I wojny światowej, od września 1914 do czerwca 1915, przebywał wraz z rodziną Pardubicach i Pradze. Był zastępcą przewodniczącego Prezydium Komitetu Obywatelskiego Polskiego Skarbu Wojskowego w sierpniu 1914. Po powrocie do Krakowa od września 1915 do sierpnia 1916 był dyrektorem Teatru im. Słowackiego. W 1917 choroba nerek spowodowała konieczność usunięcia jednej z nich. W marcu 1918 zachorował na zapalenie płuc. Zmarł w Rydlówce 8 kwietnia 1918 roku. Został pochowany na cmentarzu Rakowickim (kwatera KA). Nagrobek ma kształt przydrożnej kapliczki z podkrakowskiej wsi. Razem z pisarzem spoczywają: żona, bracia Stanisław (19-letni, zm. 1909) i Adam oraz siostra Helena Lange, a także członkowie rodziny Sedlmayerów, z którymi Rydlowie byli spowinowaceni.

## Twórczość
- Zaczarowane koło[6] – baśń dramatyczna z 1900 (na jej podstawie Konstanty Gorski skomponował poemat symfoniczny pod tym samym tytułem, a Jerzy Gablenz operę)
- Betlejem polskie – jasełka wystawione w 1904
- Zygmunt August – trylogia dramatyczna z 1912 (Królewski jedynak, Złote więzy[7], Ostatni)[8]
- Ferenike i Pejsidoros – opowiadanie z 1909
- Poezje – zbiór, wyd. 1899, wyd. kolejne (rozszerzone) 1901 i 1909[9]
- jednoaktówki: dramat Matka z 1893, misterium fantastyczne Dies irae 1893[10], Na marne 1895
- poematy bajeczne: Bajka o Kasi i królewiczu 1903, Pan Twardowski 1906, Madejowe łoże 1909[11].

## Upamiętnienie
Ulice L. Rydla ustanowiono w Warszawie (Bielany), Krakowie, Łodzi, Szczecinie, Tychach, Elblągu, Ostrowcu Świętokrzyskim, Zamościu, Bielsku-Białej.

## Lucjan Rydel w filmie
W filmie Wesele z 1972 r. (reż. Andrzej Wajda) rolę Lucjana Rydla grał Daniel Olbrychski.